# Вилхелм I Злия (Сицилия)
Вилхелм I Злия (на италиански: Guglielmo I il Malo; * 1126; † 7 май1166, Палермо) e втори крал на Сицилия от 1154 година от династия Отвили.

## Биография
Той е четвърти син на Рожер II и Елвира Кастилска. След смъртта на по-големите си братя става наследник на престола и херцог на Апулия (1148 г.); коронован като съуправител на баща си на Пасха през 1151 година. Наследява Рожер II на 26 февруари 1154 година, вторично коронован на 4 април същата година.
Вилхелм I умира от дизентерия в Палермо 7 май 1166 година. След приключване на строителството на катедралата в Монреале, тялото на Вилхелм I е пренесено там и поставено в разкошен тъмночервен саркофаг.

- Южна Италия към края на 1155 г.
 (с розово са обозначени области, завладени от византийците, в сиво – контролираните територии от папа Адриан IV, със зелено-съхранилите верност към Вилхелм Злия)
- Саркофагът на Вилхелм I Злия (Монреале, ок.1183)

## Фамилия
Вилхелм I е женен (около 1150 година) за Маргарита Наварска (кралица на Сицилия; † 1182), дъщеря на Гарсия VI Възстановител, крал на Навара (1134 – 1150). Известни са трима сина от този брак:
1. Рожер (1152-11 март 1161), херцог на Апулия, убит по време на мартенския преврат през 1161 г.
2. Вилхелм II Добрия (1154-18 ноември 1189), 3-ти крал на Сицилия от 1166 г.
3. Хенрих (1159 – 1171), княз на Капуа